# Okres Brno-město

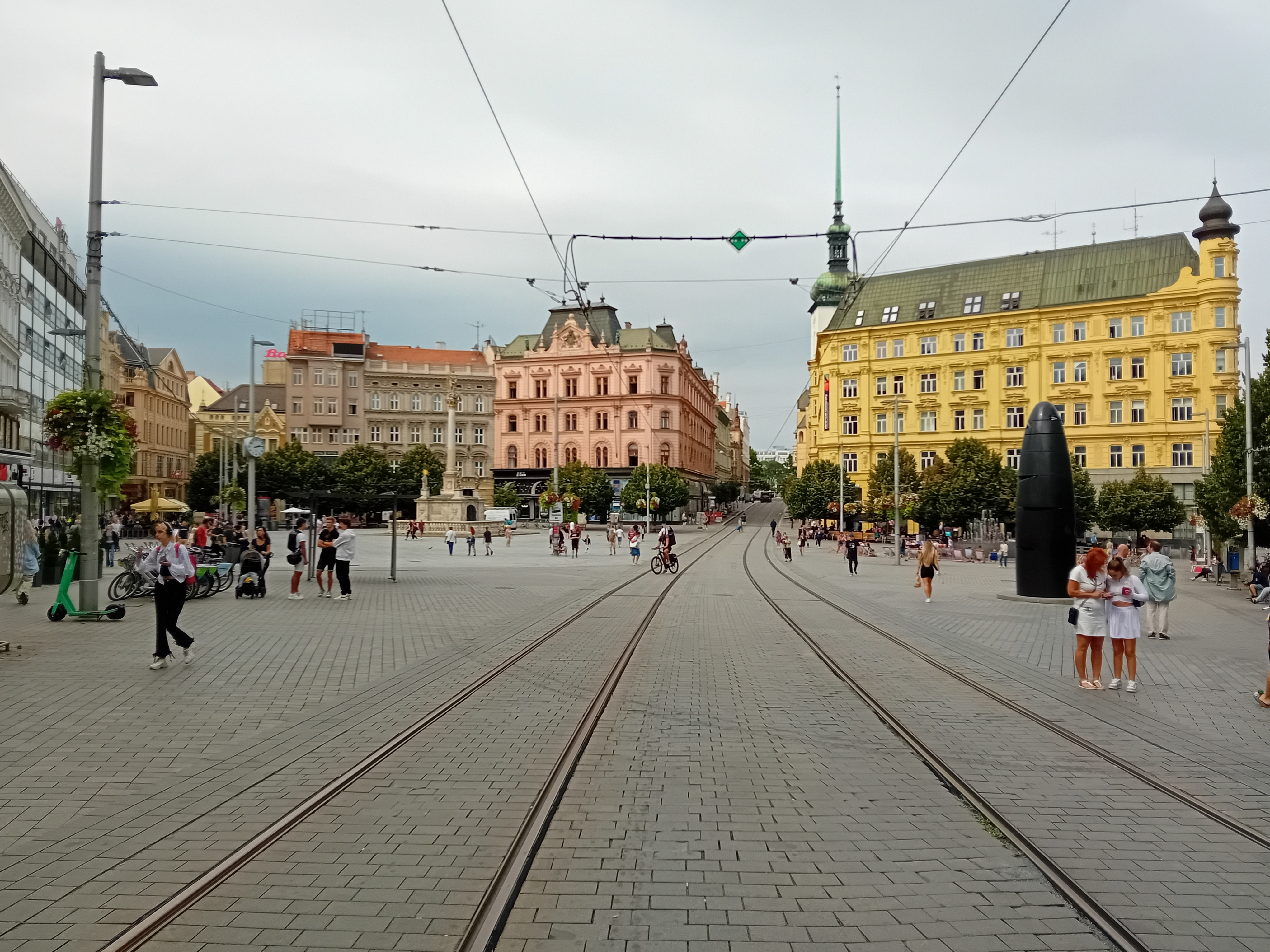
Centrum Brna

Okres Brno-město je okres v Jihomoravském kraji. Žije zde přibližně 401 tisíc obyvatel. Jeho dřívějším sídlem bylo statutární město Brno. Státní správu na území okresu ovšem po roce 1992 nevykonával okresní úřad, ale brněnský magistrát. Město Brno je také stále jeho jedinou obcí. Území okresu se též zcela kryje se správními obvody Brna jakožto obce s rozšířenou působností (tzv. malý okres) a obce s pověřeným obecním úřadem.
Okres Brno-město má rozlohu 230 km² a je zcela obklopen okresem Brno-venkov. Jediným bodem hraničí i s okresem Blansko, a to na styku hranic katastrálních území Vranov u Brna, Útěchov u Brna, Bílovice nad Svitavou a Adamov (přibližná poloha bodu 49°17′12″ s. š., 16°38′56″ v. d.).
Okres Brno-venkov je s okresem Brno-město funkčně velmi úzce propojen. Pro účely krizového opatření v době pandemie covidu-19 platného od 1. března 2021 proto byly oba okresy sloučeny do jednoho celku.

## Struktura povrchu
K 31. prosinci 2022 měl okres celkovou plochu 230,18 km², z toho bylo:
- 75,36 km² zemědělské půdy (32,74 % rozlohy okresu), z toho:
  - 48,52 km² (64,38 %) tvořila orná půda (21,08 % rozlohy okresu)
  - 0,17 km² (0,23 %) tvořily vinice (0,07 % rozlohy okresu)
  - 21,12 km² (28,03 %) tvořily zahrady (9,18 % rozlohy okresu)
  - 3,34 km² (4,43 %) tvořily trvalé travní porosty (1,45 % rozlohy okresu)
- 154,83 km² nezemědělské půdy (67,26 %  rozlohy okresu), z toho:
  - 63,96 km² (41,31 %) tvořily lesní pozemky (27,79 % rozlohy okresu)
  - 4,47 km² (2,89 %) tvořily vodní plochy (1,94 % rozlohy okresu)

## Seznam obcí
Data k 1. lednu uvedeného roku:
| Článek | Počet obyvatel | Muži    | Ženy    | Rozloha    |
| ------ | -------------- | ------- | ------- | ---------- |
| Brno   | 400 566 (2024) | 194 046 | 206 520 | 230,18 km² |

Města jsou uvedena tučně.

## Obyvatelstvo
| Rok  | Obyv.   | ± %     |
| ---- | ------- | ------- |
| 1869 | 104 977 | —       |
| 1880 | 120 122 | +14,4 % |
| 1890 | 145 782 | +21,4 % |
| 1900 | 176 645 | +21,2 % |
| 1910 | 216 709 | +22,7 % |

| Rok  | Obyv.   | ± %     |
| ---- | ------- | ------- |
| 1921 | 237 659 | +9,7 %  |
| 1930 | 283 972 | +19,5 % |
| 1950 | 299 099 | +5,3 %  |
| 1961 | 324 173 | +8,4 %  |
| 1970 | 344 218 | +6,2 %  |

| Rok  | Obyv.   | ± %    |
| ---- | ------- | ------ |
| 1980 | 371 463 | +7,9 % |
| 1991 | 388 296 | +4,5 % |
| 2001 | 376 172 | −3,1 % |
| 2011 | 385 913 | +2,6 % |
| 2021 | 398 510 | +3,3 % |

## Silniční doprava
Územím okresu prochází dálnice D1 a D2, silnice I. třídy I/23, I/41, I/42 (Velký městský okruh), I/43, I/50 a I/52 a silnice II. třídy II/374, II/380, II/383, II/384, II/386, II/417, II/430, II/602, II/640, II/641 a II/642.

## Železniční doprava
Okresem procházejí železniční tratě Břeclav–Brno, Brno – Česká Třebová (obě jsou součástí I. železničního koridoru), Brno – Havlíčkův Brod, Brno–Jihlava, Brno – Hrušovany nad Jevišovkou-Šanov, Brno–Přerov a Brno – Veselí nad Moravou, které zde vytváří Brněnský železniční uzel. Na území okresu se nachází stanice Brno hlavní nádraží, Brno dolní nádraží, Brno-Královo Pole, Brno-Horní Heršpice, Brno-Slatina, Brno-Chrlice, Brno-Maloměřice, Brno-jih a zastávky Brno-Černovice, Brno-Židenice, Brno-Lesná, Brno-Řečkovice a Brno-Starý Lískovec. 

## Řeky
- Svratka
- Svitava